# Deep-ocean Assessment and Reporting of Tsunamis

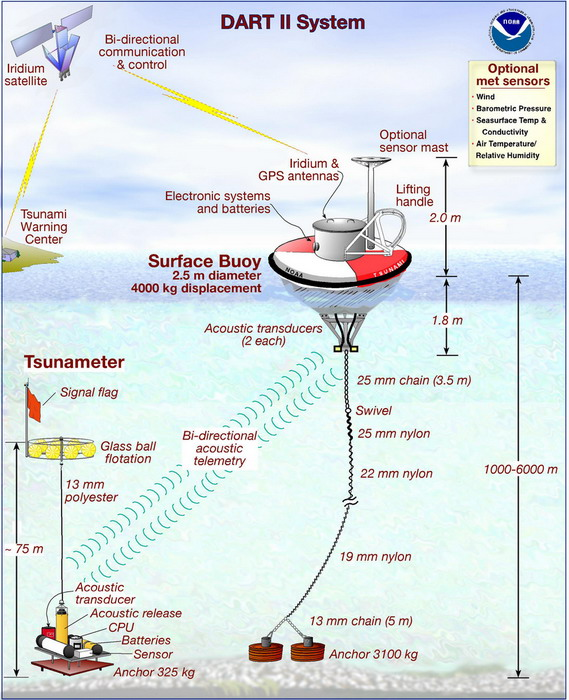
Diagram van DART

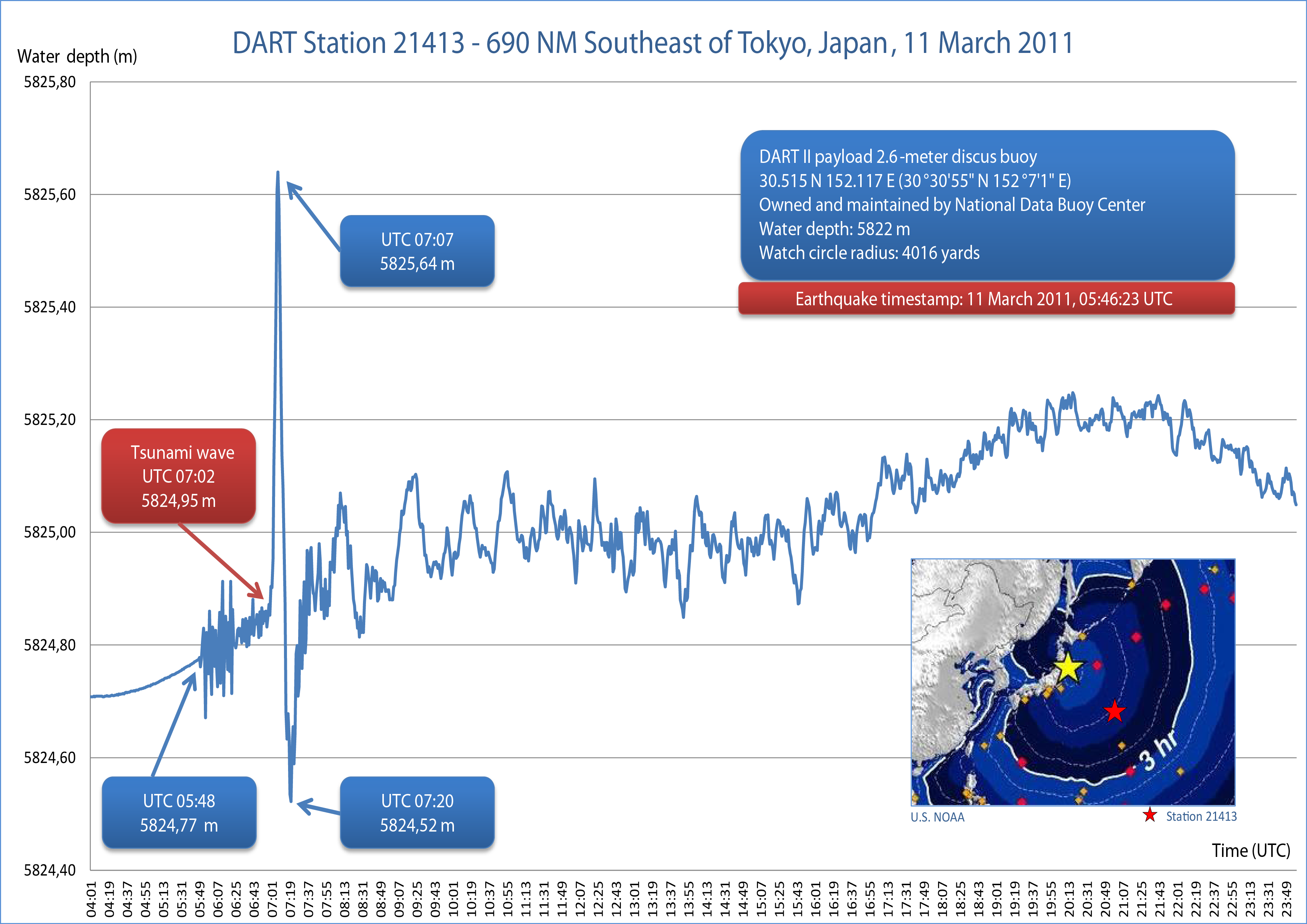
De hoogte van de waterkolom op 11 maart 2011 (zeebeving Sendai 2011) bij DART boei 21413, 690 zeemijlen ten zuidoosten van Tokyo

Het Deep-ocean Assessment and Reporting of Tsunamis-systeem (kortweg DART-systeem) is een waarschuwingssysteem voor tsunami's dat door de Verenigde Staten aangelegd is om te waarschuwen voor tsunami's die de kusten van Alaska en Washington bedreigen.
DART is een geavanceerde variant van het TWSP-systeem. Het wordt beheerd door de Amerikaanse National Oceanic Atmospheric Administration (NOAA) op Hawaï. Het systeem bestaat uit een zestal druksensoren die aangebracht zijn op de bodem van de Grote Oceaan. Iedere sensor zendt, middels akoestische signalen, informatie over drukveranderingen in de oceaan naar een communicatieboei die bij iedere sensor aanwezig is. Deze boei stuurt deze gegevens door naar het NOAA, waar een nauwkeurige, driedimensionale kaart van de oceaan in de buurt van de Amerikaanse kust opgebouwd wordt.
Naast deze informatie bevat het DART-systeem informatie die vastgesteld is uit een diepgaande studie van de oceaanbodem en beschermde kuststrook. Deze extra informatie maakt het mogelijk om te voorspellen hoe watermassa's zich in de buurt van de kust zullen gedragen, waarmee het systeem veel accurater is dan TWSP.
Aan de uitgebreide observatiemogelijkheden van het systeem hangt echter wel een prijskaartje. Ieder drukstation in het DART-systeem kost rond de € 200.000  en vergt jaarlijks een kleine € 40.000 aan onderhoudskosten.